# Ataque a Al-Mawasi de mayo de 2024
El 28 de mayo de 2024, los servicios de emergencia de Gaza afirmaron que cuatro proyectiles de artillería de tanque alcanzaron un campamento de tiendas de campaña en la zona humanitaria de Al-Mawasi, al oeste de Rafah. El ataque alcanzó un grupo de tiendas de campaña y mató al menos a veintiuna personas, doce de las cuales eran mujeres y niños, e hirió a sesenta y cuatro personas, diez de ellas en estado crítico. El ataque se produjo en una zona designada como zona humanitaria ampliada por Israel tras la ofensiva de Rafah, que ha provocado el desplazamiento masivo de civiles palestinos a tiendas de campaña en las afueras de la ciudad.
Este ataque se produjo dos días después de un ataque similar contra un campo de desplazados en Rafah, en el sur de la Franja de Gaza, en el que murieron entre 45 y 50 civiles, incluidos 23 niños y mujeres, y dejó 249 heridos, y cuatro días después de una orden jurídicamente vinculante del 24 de mayo de la Corte Internacional de Justicia que ordenaba a Israel que detuviera inmediatamente su ofensiva en Rafah debido al riesgo para los civiles.
Las Fuerzas de Defensa de Israel (FDI) negaron su participación en el ataque.

## Antecedentes

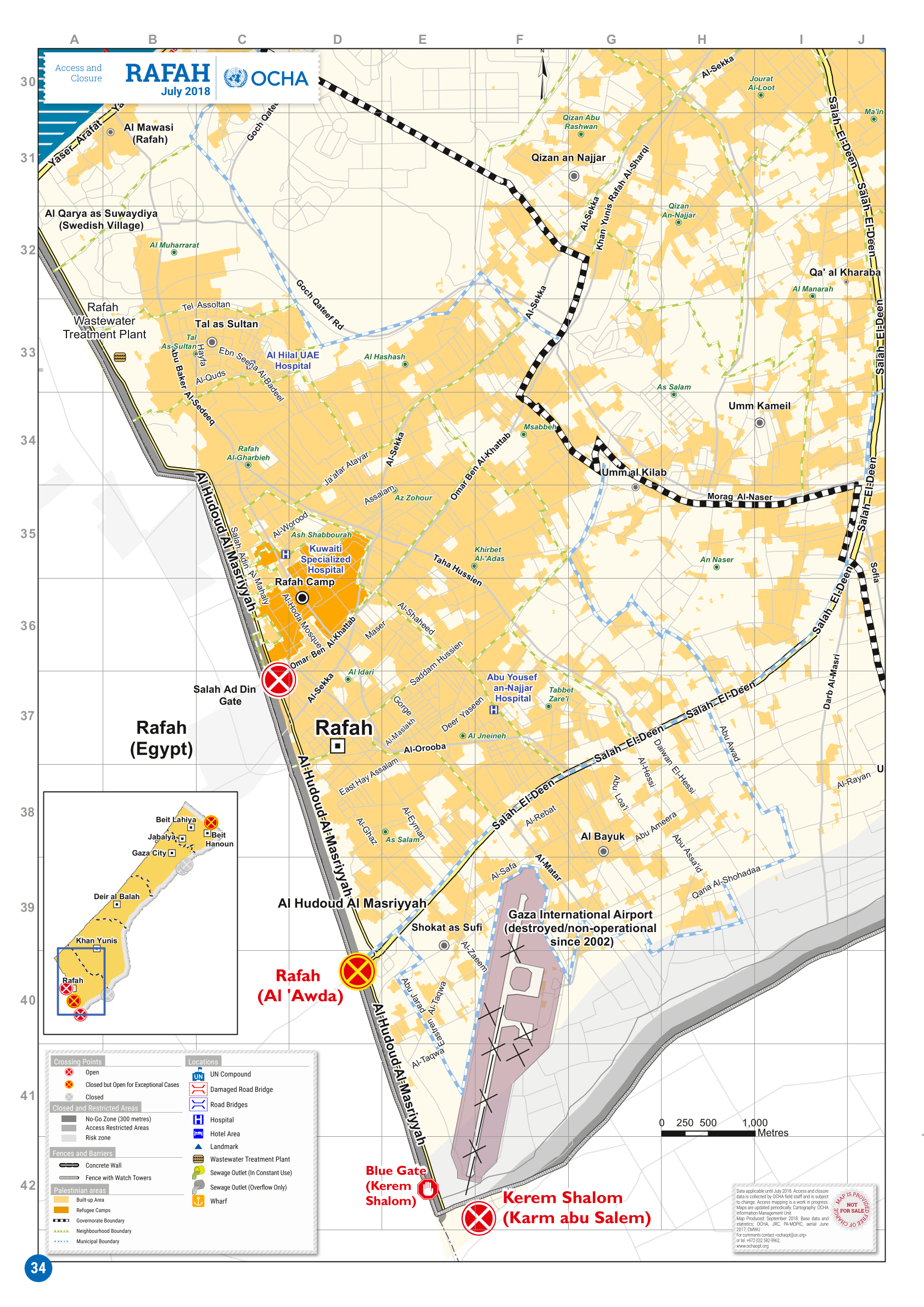
Mapa de la gobernación de Rafah y sus alrededores, incluidos los cruces fronterizos.

Después de que Israel emitiera una serie de órdenes de evacuación de la Franja de Gaza durante la guerra entre Israel y Gaza, los habitantes de muchas áreas de Gaza se vieron obligados a abandonar su hogares y huir de los combates y del avance del Ejército israelí, muchos de los refugiados huyeron principalmente a Rafah. Ciudad que se volvió densa y superpoblada, con más de 1,4 millones de civiles refugiados en la zona. Sin embargo, cuando Israel invadió la ciudad, ordenó la evacuación también de los barrios orientales. Se estima que 950 000 civiles huyeron y se dirigieron a otras partes del sur de Gaza consideradas seguras, incluido el oeste de Rafah.
Cuatro días antes del ataque, el 24 de mayo de 2024, la Corte Internacional de Justicia exigió a Israel que detenga inmediatamente su ofensiva militar en la ciudad de Rafah, en la Franja de Gaza. Así mismo, le ordenó que tome «medidas efectivas» para garantizar «el acceso sin obstáculos a la Franja de Gaza a cualquier comisión de investigación, misión u organismo de investigación encargado por los órganos competentes de la ONU para investigar acusaciones de genocidio». También ordenó «mantener abierto el cruce de Rafah para el acceso de la ayuda humanitaria a la Franja». El Euro-Med Monitor informó que desde que se emitió la orden, Israel había lanzado más de sesenta ataques aéreos contra la ciudad en 48 horas. La orden fue ampliamente interpretada como que obligaba a Israel a detener la ofensiva contra la ciudad de Rafah llena de refugiados y la Unión Europea dijo que Israel estaba violando la orden al continuar con la ofensiva. Además, el día 24 de mayo el Consejo de Seguridad de las Naciones Unidas había aprobado la resolución N.º 2730 (con catorce votos a favor, ninguno en contra y una abstención) sobre la protección de los civiles en los conflictos armados, exhortando a las partes en conflicto a asegurar a la población civil y, particularmente, a garantizar la seguridad del personal humanitario en sus labores de ayuda y abastecimiento de la población, recordando también a los Estados sus obligaciones respecto de los Convenios de Ginebra de 1949 y condenando el incumplimiento reiterado de la ley internacional.

## Ataque
El 28 de mayo, dos días después de que un ataque aéreo israelí contra un campamento de refugiados en Rafah provocara la masacre de Tel al-Sultan, un grupo de tiendas de campaña fueron alcanzadas por proyectiles en la zona humanitaria designada de Al-Mawasi. Los servicios de emergencia de Gaza informaron que las tiendas de campaña fueron alcanzadas por disparos de tanques, mientras que la agencia de noticias  Wafa informó que las tiendas de campaña fueron alcanzadas por ataques aéreos israelíes. Según el Ministerio de Salud de Gaza, veintiuna personas murieron —incluidos al menos doce mujeres y niños— y otras 64 resultaron heridas por el bombardeo.
El reportero de Al Jazeera, Hind Khoudary, informó que: «trece de las veintiún personas asesinadas por Israel en el ataque aéreo en la llamada "zona segura" de Al-Mawasi eran mujeres y niñas».
Tras el ataque, varias organizaciones de ayuda en esta parte de la ciudad se vieron obligadas a cerrar sus operaciones y trasladarlas a otras partes de la Franja de Gaza, incluido el hospital de campaña Al Quds dirigido por la Sociedad de la Media Luna Roja Palestina, una clínica apoyada por Médicos Sin Fronteras y varias cocinas a cargo de World Central Kitchen.
Poco después del ataque el New York Times  publicó un vídeo que muestra las secuelas del ataque a al-Mawasi.
El ejército israelí negó la autoría del ataque y le dijo a CNN que: «Contrariamente a los informes de las últimas horas, las FDI no atacaron el área humanitaria de Al-Mawasi».
El 13 de junio, las FDI lanzaron otro asalto en Al-Mawasi, «incluso con barcos de la marina que disparaban ametralladoras pesadas», dejando decenas de víctimas.

## Reacciones
- La ministra de Asuntos Exteriores finlandesa, Elina Valtonen, dijo en una publicación en la red social X: «Devastada por las noticias procedentes de Rafah sobre los ataques israelíes que mataron a decenas de civiles, incluidos niños pequeños, Finlandia se ha comprometido sistemáticamente a que Israel se abstenga de atacar Rafah con un gran número de personas desplazadas. Todas las partes deben respetar las órdenes de la CIJ y el derecho internacional humanitario».[18]
- El secretario general de Médicos Sin Fronteras, Chris Lockyear, afirmó en un comunicado: «Los civiles están siendo masacrados. Están siendo empujados a zonas que les dijeron que serían seguras, sólo para ser sometidos a implacables ataques aéreos y intensos combates».[20]
- Diecinueve grupos de ayuda dijeron en una declaración conjunta: «A medida que los ataques israelíes se intensifican en Rafah, el impredecible goteo de ayuda hacia Gaza ha creado un espejismo de un mejor acceso, mientras que la respuesta humanitaria está en realidad al borde del colapso».[20][25][26]